# Иван Самойлович
Иван Самойло̀вич Самойло̀вич (на украински: Іван Самойлович) е украински военен и политически деец, хетман на Запорожката войска на Казашкото хетманство и Левобрежна Украйна от 1672 до 1687, а през 1674 – за кратко и на Деснобрежна. Привърженик е на обединението на двете части на Украйна.

## Младост
Годината на раждане на Иван Самойлович е неизвестна, но е установено, че е около 1630-те. Роден е в село Ходоркив (Ходорков) в Деснобрежна Украйна, днес в Попилнянски окръг на Житомирска област. Баща му Самийла (Самойло) е православен свещеник.
През трудния за страната период, известен в историята под наименованието „Руини“ (разруха), семейството се премества в град Красни Колядин, Левобрежна Украйна, където баща му получава енория, а по-късно братята му също стават свещеници. Иван учи в Киево-Могилянската колегия до 1648 г. Надарен с природна интелигентност и добро образование, Иван привлича вниманието на управляващите казаци и при хетман Иван Брюховецки получава длъжността сотнически писар в Красни Колядин. По-късно, благодарение на покровителството на генералния писар и полкови съдия Степан Гречани, е назначен за сотник в град Веприк, Хадячки полк. По-късно е преместен като красноколядински сотник, а през 1668 г. е назначен от Брюховецки за временен полковник на Черниговския полк и служи като такъв в продължение на една година.
През последните години на хетманството на Брюховецки Самойлович вече играе важна роля в живота на казаците. Проявява се като силен противник на назначаването на великоруски управители в Малорусия. На 13/3 март 1669 г., на събор в град Глухов, едновременно с избора на Демян Многогришни за хетман, Самойлович е избран за генерален военен съдия и служи на този пост до 1672 г. Заедно с други военни старшини взима активно участие в обвиненията към Многогришни, който е заточен в Сибир.

## Избори
Самойлович бързо преминава по-ниските нива на казашкото старшинство, като при издигането си даже прескача някои от тях. На 17 юни 1672 г. в Конотоп е проведен събор за избор на нов хетман. Бързият напредък на Самойлович е подчертан в негативен смисъл и с особена сила от останалите кандидати за титлата, но въпреки това той е избран за хетман. Според официалните сведения изборът му става без външен натиск и без кавги сред избирателите, но по-късно Иван Сирко, кошев атаман на Запорожката Сеч твърди, че е имало натиск от армията, а Петро Дорошенко заявява, че изборът е станал по указание на царския болярин Григорий Ромодановски, който присъства на събора.

## Хетман
Самойлович става хетман по време на сериозен повратен момент в украинската история. В по-голямата си част се проявява само като изпълнител на заповедите на Московското правителство и почти не поема инициативи за промяна на живота на народа. Що се отнася до личните му качества, той не само не успява да спечели симпатиите на казаците, но събужда всеобща омраза към себе си, която се засилва все повече и до момента на падането му от власт достига много сериозни размери.
Началото на хетманството му започва при неблагоприятни за него условия – все още текат безкрайни сътресения, предизвикани от Андрусовския договор. Съществува и сериозно недоверие на руското правителство към хетманите, поради политиката на неговите двама предшественици. Във връзка с това, като гаранция за верността на хетмана, през март 1673 г. двама от неговите трима сина остават като заложници в Москва. Позицията му не е особено стабилна и заради отношението на казаците и народа, които добре помнят тъжната съдба на Иван Брюховецки и Демян Многогришни. Като начало Самойлович обръща сериозно внимание на укрепването на руското доверие, като в същото време се старае да елиминира или отслаби онези влиятелни фигури измежду казаците, които биха могли да му навредят в очите на московското правителство или да предявят претенции за хетманството. На първо място това е Дорошенко и той насочва усилията си към борбата срещу този съперник.
Самойлович се стреми да разшири привилегиите и правата на казашкия елит. В стремежа си да обедини украинските земи под управлението на Москва, той води дълга борба с хетмана на Деснобережна Украйна Петро Дорошенко. На 17 март 1674 г. съвет от 10 висши казашки старшини на Деснобрежна Украйна го признава за свой хетман, но той не може да управлява де факто, докато Дорошенко не абдикира на 19 септември 1676 г. Самойлович се опитва да присъедини и полковете на Слободска Украйна, но Москва решително се противопоставя на тази цел.
Самойлович предпочита авторитарна система на управление. Като самопровъзгласил се абсолютен владетел на Малоруската държава той вероятно е първият, който формулира теоретично хетманството като монархическа институция. Стреми се да наложи наследствено управление на хетманската държава в полза на синовете си, на които дава най-добрите полкове и огромни имоти. При неговия режим започва значително икономическо възраждане в Левобрежна Украйна. Възобновява се търговията със Западна Европа и се засилват икономическите връзки с Московското царство, Балканите, Донските земи и Кавказкия район. Вътрешната търговия също се подобрява – между Хетманската държава на север и Запорожието на юг, както и с Слободска и Деснобрежна Украйна. Започват да се развиват различни занаяти и индустрии и се засилва културният живот, който доста е пострадал по време Руините. Изграждат се големи нови църкви като Мхарския Спасо-Преображенски манастир, финансиран от Самойлович и неговия главен старшина. Под негово управление обаче Московската патриаршия започва да подкопава самостоятелността на украинската църква, като успява да я подчини окончателно през 1686 г.
Иван Самойлович се противопоставя на московско-полския съюз, който би бил пагубен за Украйна, но подкрепя мирните отношения на Москва с Кримското ханство и Османската империя. Ръководи украинската казашка армия в кампанията при Чхирин от 1677 -1678 г. и в Кримската кампания на княз Василий Голицин през 1687 г.

## Борба за Деснобрежна Украйна
На 7 октомври 1672 г. между Жечпосполита и Османската империя е сключен Бучачкият мирен договор, според който поляците се отказват от правата си върху украинските територии. Правителството в Москва веднага предявява претенции към Деснобрежна Украйна, пренебрегвайки клаузите в Андрусовския договор. Разработена е цяла програма за подчинение на десния бряг на Днепър. Самойлович получава указания да влезе в преговори с деснобрежния хетман Петро Дорошенко, но той настоява да се действа със сила. Опасенията му са, че за хетман на двете части руското правителство може да предпочете Дорошенко вместо него. Преговорите между двата бяга продължават през първите месеци на 1673 г., но не довеждат до положителен резултат. Едновременно с това Самойлович изпраща в Москва доноси срещу Дорошенко, в които го обвинява в различни враждебни планове и го клевети, че изпраща подпалвачи на левия бряг на Днепър, от които горят цели градове.
През май 1673 г., с одобрението на Русия, Самойлович изпраща военен отряд към град Канев на десния бряг на Днепър. Отрядът обаче се среща с татарите и е разбит. През януари 1674 г. започва нова кампания с 80 000 войници, ръководена от Самойлович и Ромодановски, командир на руската армия в Украйна. Превзети са градовете Крилов, Черкаси, Канев и други селища, а тяхното население се заклева във вярност на московския цар. През февруари при тях пристига хетман Михаил Ханенко, назначен от полския крал Михаил Корибут Вишневецки за хетман на малка част от Деснобрежна Украйна и също полага клетва за вярност. На 17 март 1674 г. в Переяслав Ромодановски свиква съвет за избор на хетман на почти завладяната Деснобрежна Украйна. Избран е Самойлович, който по този начин става хетман на териториите и от двете страни на Днепър.
Малко по-късно Дорошенко напада, първо с помощта на татарите, а след това – и на турците. Военните действия се възобновяват и постепенно започва връщане на някои от падналите градове обратно към Деснобрежна Украйна. На 23 юли 1674 г. Самойлович с Ромодановски започват обсада на град Чихирин, която продължава до 9 август. С оглед на слуховете за приближаването на турски войски, обсадата е вдигната и руската войска, заедно с тази на Левобрежна Украйна се оттегля към Черкаси, опожарява града и се установява край Канев. По това време поляците предлагат на Самойлович съвместна операции срещу турците, но хетманът отхвърля предложението. Развръзката на борбата между хетманите става едва през 1676 г. През август Самойлович тръгва на нов поход към Чихирин и след кратка битка Дорошенко се предава. Отказва се от хетманския си чин и се заклева във вярност на руския цар.

### Чихирински поход
През 1676 г. започва война между Руското царство и Османската империя, в съюз с Кримското ханство. На следващата година основната тежест от битките пада върху украинските земи. На 10 август обединените войски на Ромодановски и Самойлович преминават Днепър и на 28 август нанасят тежко поражение на турската армия. Самойлович поддържа кореспонденция с молдовския владетел, който тайно предава необходимата информация на хетмана, на когото предстоят активни военни действия.
През пролетта на 1678 г. става известно, че турците се готвят за настъпление и Самойлович обявява обща мобилизация на казаците. Издадена е заповед, според която по-видните граждани и селяни трябва да оборудват Трета армия, а по-бедните – Пета. В първите дни на юни Самойлович тръгва на поход, а център на военните действия става Чихирин, обсаден от турците. Малкият гарнизон в града устоява на обсадата, а междувременно главните сили под командването на Ромодановски, бездействат. Самойлович е принуден да изпрати всичките си полкове в битка, като сам остава с един малък отряд. На 11 август, по заповед на Ромодановски, гарнизонът напуска полуразрушения Чихирин, а сам той е извикан в Москва. Така на Самойлович му се налага да приключи войната сам. Кримският хан се опитва да привлече хетмана на своя страна, призовавайки го да прекъсне връзките си с Москва, но предложението остава без отговор. Предаването на Чихирин на турската войска събужда между казаците сериозно недоволство срещу хетмана.
След като разпуска част от полковете, Самойлович продължава да отблъсква дребни набези на турски отряди и такива под командването на Юрий Хмелницки. От 1678 до 1679 г. Хмелницки се опитва да анексира Левобрежна Украйна с помощта на османски и татарски войски, но не успява да установи силно правителство. През 1679 г. деснобрежният хетман е арестуван от турците, а за бъдещата му съдба съществуват няколко предположения.

### Бахчисарайски договор
На левия бряг Самойлович започва да прилага мерки, продиктувани от московското правителство, които имат за цел да се сложи край на вълненията и войните около спорната Деснобрежна Украйна. Решено е всички жители на десния бряг на Днепър да бъдат преселени на левия, градовете и селищата да бъдат изгорени и така опустошената земя да се предаде на турците. За тази цел, през февруари 1679 г., хетманът изпраща сина си Семен, който изпълнява задачата. Като награда за това Самойлович получава похвална грамота от руския цар и дарове като копринени тъкани, кожи от самур и хермелин, оръжия и други.
Въпреки че военните действия с турците приключват, хетманът не престава да държи в готовност значителна войска и сам ръководи изграждането и поправката на укрепленията. Мирните преговори, започнали още през 1679 г., вървят бавно – от една страна поради прекомерните претенции на турците, а от друга, поради предложението на поляците за сключване на съюз срещу Османската империя. На 13/23 януари 1681 г. между Руската държава, Османската империя и Кримското ханство е сключен Бахчисарайският мирен договор, който е приет с радост от Самойлович и цялото погранично население. Сключено е примирие със срок от 20 години. Турците признават обединението на Левобрежна Украйна и Киев с Русия, както и руското поданство на запорожките казаци. Границата между Турция и Русия преминава по река Днепър. Страните по договора нямат право да строят или възстановяват укрепления в неутралната зона между Южен Буг и Днепър, да ги заселват и да приемат дезертьори. Разрешено е свободно плаване по Днепър и притоците му до Черно море.
Заселниците, които са преминали от десния на левия бряг остават бездомни и безимотни и много от тях правят опити да се върнат обратно. Земя за тях е отредена едва през 1682 г. Противно на условието на Бахчисарайския договор, че дясният бряг трябва да остане необитаем, молдовският владетел, който получава тази територия от турците, изпраща хора, които да привлекат заселници за тези земи. Те стигат и до жителите на левия бряг и предизвикват вълнения, насочени срещу хетмана.

## Първи Кримски поход
През 1684 г. Полша предлага на Русия да се присъедини към съществуващия свещен съюз срещу турците. Самойлович няма никакво доверие в полското правителство и прави всичко възможно да предотврати сключването на такъв договор. Въпреки това на следващата година Москва се присъединява към съюза. Хетманът дори не заповядва да се отслужват молитви в църквите по този случай и вместо това изпраща писмо до полския крал Ян III Собиески, в което пише: „Няма да стане, както реши Москва в мирните си договори с поляците. Ще го направим така, както ни трябва на нас!“ Тези небрежни фрази по-късно стават много удобни за враговете му. От името на Запорожката армия изразява готовността си да действа в продължаващата война, но в същото време иска Деснобрежна Украйна да бъде върната на Малорусия. Полският крал съобщава за това в Москва, откъдето е изпратено порицание на хетмана за „противопоставяне“ и Самойлович се извинява.
През пролетта на 1687 г. фаворитът на София Алексеевна Василий Голицин предприема първия си Кримски поход, към който, по заповед от Москва, се присъединява и Самойлович с цялата си армия от 50 000 казаци. Преходът в юнската жега е много труден, а освен това татарите подпалват степта. Голицин се съмнява, че пожарите са предизвикани от казаците, а не от татарите. На 4 юли армията се приближава до река Самара. Веднага след преминаването на казаците мостовете изгарят и се налага да се строят нови за прехвърлянето и на руската армия. Кампанията завършва с неуспех, а за Самойловеч тя име фатален изход.

## Кончина
Княз Голицин прехвърля цялата вина за проваления поход върху Самойлович. По това време деспотизмът на хетмана вече е предизвикал значителна опозиция сред висшите казашки старшини. Те виждат удобно извинение да се отърват от него и използват създалата се ситуация. На 7 юли 1687 г. главните старшини и полковници предават на Голицин донос срещу Самойлович, обвиняващ го в произвол, корупция и в установяване на тайни предателски контакти с кримския хан. Един от вдъхновителите на написването му е бъдещият хетман Иван Мазепа. Доносът незабавно е препратен в Москва без знание на хетмана и след няколко дни от Москва пристигна пратеник с отговор, в който Голицин получава заповед да арестува Самойлович, да го отстрани от поста му и да организира избора на нов хетман. На 22 юли, на съвета на река Коломак, Самойлович е арестуван и след известно време изпратен в Орел, оттам в Нижни Новгород, а през септември – в Кукарка (днес Советск, Кировска област). С откриването на зимния маршрут е отведен в Тоболск, където умира през 1690 г.
Имуществото на хетмана е конфискувано, като половината от него отива при руснаците, а другата половина – в казашката военна хазна. Съпругата му е въдворена да живее в селището Седнев, Черниговска област и получава една много малка част от имуществото на съпруга си.
Тримата му сина също имат тежка съдба. По време на кампанията от 1687 г. Григорий командва отделен отряд от 4 казашки и 4 ловни полка. След арестуването на баща му е разжалван и изпратен в Севск, Брянска област. Разпитите му започват на 11 октомври с прилагане на мъчения, а на 24 октомври е обвинен в измяна и осъден на смърт. Присъдата е изпълнена на 11 ноември 1687 г. в Севск, като за по-голяма тежест на екзекуцията главата на Григорий е отсечена не веднага, а на три стъпки.
Семен е стародубски полковник. През февруари и март 1679 г. от името на баща си, пътува до Деснобрежна Украйна, за да пресели жителите на левия бряг на Днепър. Умира млад през четвъртата година на службата си като полковник – на 19 май 1685 г. Яков също е стародубски полковник. Заловен е заедно с баща си и изпратен със съпругата си в Енисейск. През 1690 г. е прехвърлен в Тоболск, където умира на 9 юли 1695 г.
В историята Иван Самойлович остава като един от най-корумпираните хетмани. Той облага населението с многобройни неразбираеми и прекомерни данъци, с което предизвиква омразата му. До края на живота си натрупва огромно състояние, от размерите на което дори руски високопоставени лица са силно впечатлени.

## Наследници
Дъщеря му Анастасия се омъжва за княз Юрий Святополк-Четвертински (от големия княжески род Святополк-Четвертински (на руски език)). Тяхната дъщеря – княгиня Марина Юриевна Святополк-Четвертинска се омъжва за Андрей Михайлович Миклашевски (от благородническия род Миклашевски).

## Памет
- През 2000 г. в Украйна е издадена пощенска марка, посветена на Иван Самойловеч.[3]
- През 2009 г. в град Батурин е издигнат паметникът „Молитва за Украйна“ на скулпторите Богдан и Николай Мазури. В центъра са поставени скулптурните фигури на петте хетмана на Левобрежна Украйна, чиято столица е бил град Батурин. Една от тях е на Иван Самойлович, изобразен със засрамен израз на лицето си.[8]